# リモニンD環ラクトナーゼ
リモニンD環ラクトナーゼ(Limonin-D-ring-lactonase、EC 3.1.1.36)は、以下の化学反応を触媒する酵素である。
リモン酸D環ラクトン + 水{\displaystyle \rightleftharpoons }リモン酸
従って、基質はリモン酸D環ラクトンと水の2つ、生成物はリモン酸のみである。
この酵素は加水分解酵素に分類され、特にエステル結合に作用する。系統名は、リモン酸D環ラクトン ラクトノヒドロラーゼ(limonoate-D-ring-lactone lactonohydrolase)である。